# موسیقی عربی

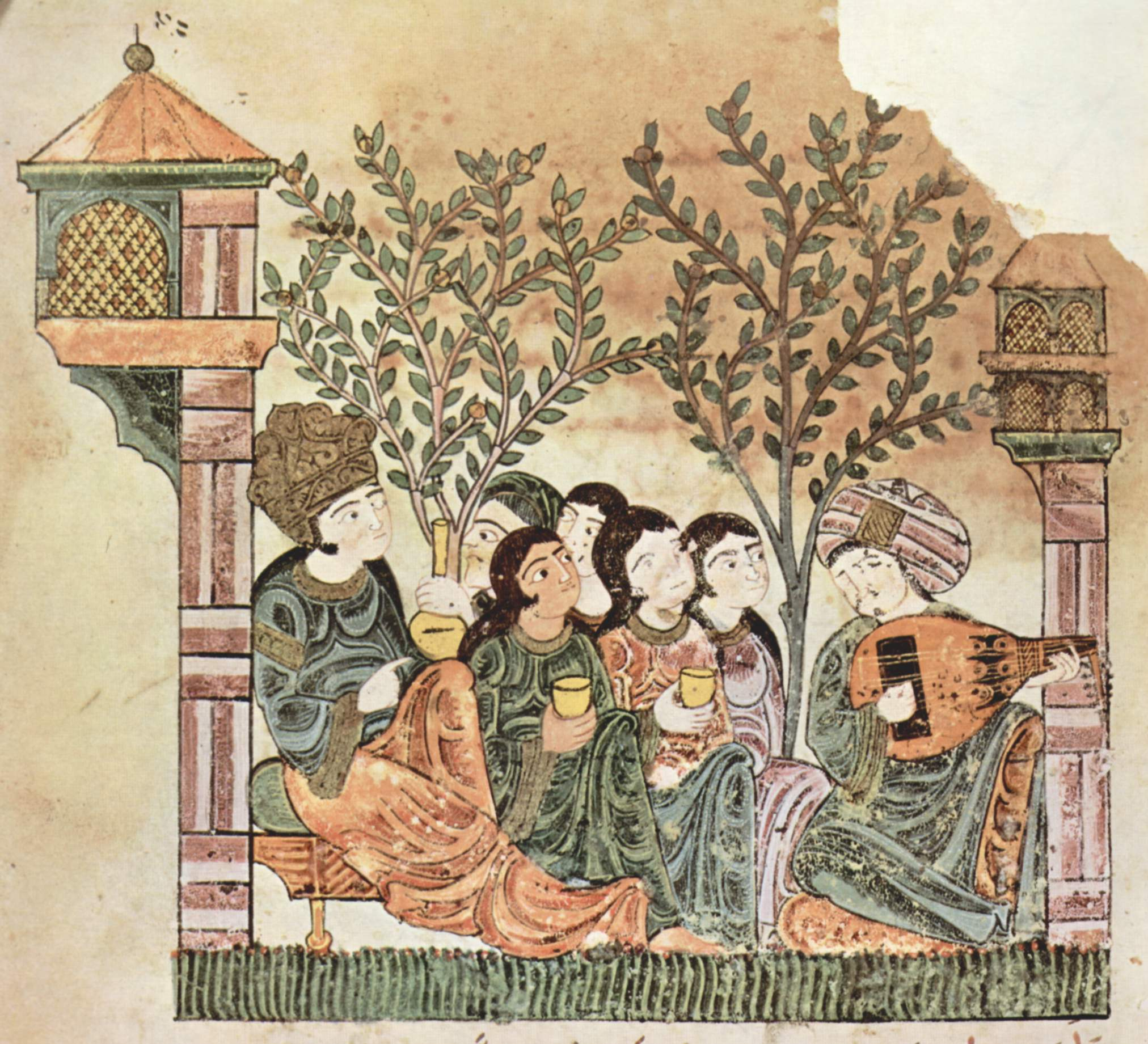
بیاض در حال نواختن گیتار برای ریاض، تصویرسازی از حدیث بیاض و ریاض

موسیقی عربی به آن دسته از موسیقی گفته می‌شود که در جهان عرب شکل گرفته یا تداول داشته‌است.
موسیقی عربی در دوره‌های مختلف، بر حسب قدرت سیاسی حاکمان عرب و موضع آن‌ها راجع به هنر موسیقی، دوره‌های اوج و افول متعددی را پشت سر گذاشته‌است. همچنین در دوره‌های مختلف، موسیقی عربی از موسیقی ایران و روم شرقی تأثیری چشمگیر گرفته‌است و در مقابل، روی موسیقی آندلس و اروپا نیز اثر گذاشته‌است.
موسیقی سنتی عربی در دوران معاصر بر پایهٔ مقام‌ها استوار است و مانند موسیقی سنتی ایران، بیشتر موسیقی سنتی عربی ریزپرده‌ای است.

## تعریف
مفهوم موسیقی عربی در متون مختلف موضوع بحث بوده‌است. تعریفی که هنری جورج فارمر از آن، و به‌طور کلی از فرهنگ و هنر عربی ارائه می‌کند «فرهنگی است که در تحت سلطهٔ اعراب ایجاد شده و به وسیلهٔ زبان عربی گسترش یافته، نه این که لزوماً اعراب صاحب آن باشند.» تأثیر فرهنگ ایرانی، روم شرقی و شام بر فرهنگ و موسیقی عربی غیرقابل انکار است، اما سلطهٔ مسلمانان عرب بر مناطق بزرگی از ایران و شام و روم شرقی نیز در رشد این فرهنگ‌ها اثر کلیدی داشته‌است.

## تاریخچه

### پیش از اسلام
در دورهٔ پیش از اسلام، که به آن جاهلیت هم گفته می‌شود، پاگانیسم و بت‌پرستی در مناطق عرب‌نشین رواج داشت. رکود اقتصادی و فرهنگی جهان عرب در این دوران باعث شد که دانشی که در هزاره‌های قبلی به دست آمده بود از بین برود؛ از همین رو اطلاعات تاریخی زیادی راجع به موسیقی در دورهٔ پیش از اسلام در دست نیست. با این حال بیشتر مورخین هم‌عقیده هستند که تمدن عرب ابتدا بیشتر در جنوب شبه‌جزیرهٔ عربستان متمرکز بود و حدود سدهٔ اول تا دوم میلادی، به سمت شمال مهاجرت کرد و اقوام عرب به منطقه‌ای گسترده از حجاز، یمامه، عمان، و بحرین تا میانرودان ورود کردند. به این ترتیب فرهنگ ایشان نیز در آن مناطق گسترش یافت و بعدها توسط اقوام مختلف عرب نظیر نبطی‌ها و اهالی پالمیرا، و نیز اقوام دیگر نظیر آرامی‌ها، یهودیان و اهالی سوریه حفظ شد، اگر چه ایرانیان و یونانیان نیز در حفظ این فرهنگ نقش مهمی ایفا کردند.
در جنوب شبه‌جزیرهٔ عربستان و نواحی یمن امروزی، موسیقی رشد بیشتری داشت و حتی در دوران معاصر هم برخی موسیقی‌دانان اهل حجاز موسیقی منطقهٔ یمن را برتر و اصیل‌تر برمی‌شمارند. در این منطقه دو نوع موسیقی به نام حِمیَری و حنفی رواج داشت که دومی اعلاتر دانسته می‌شد. همچنین سازهایی همچون مِعزَف (نوعی ساز زهی بدون پرده، احتمالاً معادل باربیتون) و کوس نیز متداول بود. در سدهٔ اول پس از میلاد و پیش از مهاجرت اعراب به سمت شمال، حجاز تحت حکومت قبیله‌های مختلف بود: مکه تحت کنترل بنی‌جُرهُم، و مدینه (که آن زمان با نام یثرب شناخته می‌شد) تحت کنترل طایفهٔ بنی‌قریظه و دیگر طایفه‌های یهودی بود. با مهاجرت اعراب منطقهٔ یمن به شمال، بنی أزد عملاً این مناطق را به کنترل خود درآورد و نهایتاً که مکه به کنترل قریش درآمد، کعبه‌ای که در مکه واقع بود در سرزمین اعراب از جهت‌های مختلف اعم از سیاسی و هنری مرکزیت پیدا کرد. در این دوره دختران خواننده (که با نام غینات یا غیان شناخته می‌شدند) شهرت یافتند و موسیقی‌دانان حجاز حتی نزد دیگر دربارها نیز جایگاه محترمی پیدا کردند. در این دوره علاوه بر سازهای قبلی، مزمار (معادل یا مشابه قمیش امروزی)، غُصابه (معادل فلوت یا نی) و دف نیز رواج داشتند.
همزمان با مهاجرت اعراب به منطقهٔ میانرودان، حیره نیز به یک قطب دیگر فرهنگی تبدیل شد. اگر چه شهرهای میانرودان در این دوره به بزرگی شهرهای دوران شکوفایی تمدن بابلی و آشوری نبودند، اما کماکان جمعیت بزرگی از اقوام مختلف از جمله آرامی و یهودی در این ناحیه می‌زیستند. اگر چه این اقوام در مقایسه با خارجی‌ها در اقلیت بودند، اما قسمت زیادی از فرهنگ سامی را حفظ کردند. اهمیت فرهنگی حیره در این دوران چنین بود که بهرام گور زمانی که هنوز یک شاهزاده بود برای تعلیم هنر به حیره فرستاده شد. بعدها که بهرام گور در ایران بر تخت پادشاهی نشست، یکی از اولین تصمیماتش ارتقای جایگاه موسیقی‌دانان در دربار ساسانی بود. همزمان لخمیان که بر حیره حکم می‌راندند نیز جایگاه موسیقی در دربار را گسترش می‌دادند و با شعرا و موسیقی‌دانان مانند شاهزاده‌ها برخورد می‌کردند. در این دوره سازهایی همچون تنبور و چنگ هم به تدریج تداول یافتند.
در سوی دیگر میانرودان، منطقه‌ای که بعدها با نام شام و سوریه شناخته شد نیز متأثر از فرهنگ اعراب پیش از اسلام، به ویژه نبطی‌ها بود، اگر چه تأثیر فرهنگ یونانی نیز در این مناطق گسترده بود. پس از شکست‌هایی که نبطی‌ها از یونانیان متحمل شدند، تدریجاً تمرکز فرهنگ سامی و عربی به پالمیرا منتقل شد اما نهایتاً با شکست‌های بعدی و سلطهٔ بیزانس (امپراتوری روم شرقی) بر پالمیرا، تأثیر فرهنگ بیزانسی نیز بر موسیقی این منطقه افزایش یافت. در این دوره ساز بربط (که معادل باربیتون یا عود امروزی است) نیز در این مناطق رواج داشت. سایر سازهایی که در موسیقی عربی این دوران به کار رفته‌اند شامل ناقوس و جلاجیل (معادل زنگ امروزی) بودند.
نزد اعراب این دوران، تبارشناسی جایگاه بالایی داشت؛ در نتیجه در مورد موسیقی هم شجره‌نامه‌ای مشخص بین اعراب پذیرفته شده بود. از یوبال (از نوادگان قابیل) به عنوان پدر موسیقی در نوع بشر یاد می‌شد و سرودن اولین ترانه نیز به وی نسبت داده می‌شد، ترانه‌ای که او در سوگ هابیل سروده و خوانده بود. برخی از منابع سوریه‌ای نیز اختراع اولین سازهای موسیقی را به خواهران هابیل و قابیل نسبت می‌دادند و ایشان را نخستین غَینهها (خوانندگان زن) می‌دانستند. قابل توجه است که یوبال در بین یهودیان نیز جایگاهی مشابه داشت چنان‌که در سفر پیدایش از او به عنوان «پدر همهٔ کسانی که چنگ و فلوت می‌نوازند» یاد شده بود. پدر یوبال، لمک بود که در برخی منابع اعراب از او به عنوان مخترع اولین عود یا لوت (به انگلیسی: lute) یاد می‌شود. از پسر دیگر لمک، توبال نیز به عنوان مخترع طبل و دف، و از یکی از دخترانش نیز به عنوان مخترع اولین سازهای زهی (مزعف) یاد می‌شده‌است. در عین حال اختراع ساز تنبور نیز به قوم لوط نسبت داده می‌شده و ایرانیان نیز مخترع سازهایی همچون چنگ، نی، و سازهای بادی نظیر سرنا دانسته می‌شدند. تصاویری از بسیاری از این سازها در نگاره‌هایی در ایران کشف شده‌اند.
همچنان که نزد سامیان نیز مرسوم بود، نزد عرب‌های جاهلیت موسیقی با اجنه مرتبط دانسته می‌شد و این تصور وجود داشته که موسیقی و شعر از طریق اجنه به ذهن هنرمندان متبادر می‌شود. به عقیدهٔ برخی، این رابطه بعدها در دوران اسلام هم دیده می‌شود و در چند جای قرآن نیز بین موسیقی و شعبده‌ها یا معجزه‌ها ارتباط برقرار شده‌است. واژه‌ای که برای توصیف صدای اجنه به کار می‌رفته عزف است که در عربی معاصر به عنوان نامی دیگر برای ساز ویولن به کار می‌رود. شایان توجه آن که در عهد عتیق نیز در کتاب امثال سلیمان، صدای روح‌القدس به صدای ساز کیتارا تشبیه شده‌است که نشان می‌دهد این نوع نمادگرایی ریشه‌ای باستانی دارد.
در این دوره کافرکیشان به کعبه‌های مختلف برای سفر حج می‌رفتند اگر چه کعبه‌ای که در مکه بوده جایگاه ویژه‌ای داشته‌است. در زمان حج، خواندن آوازهای خاصی مرسوم بوده که با نام تحلیل و تلبیه شناخته می‌شدند. در اسلام نیز تلبیه به عنوان جزئی از مراسم حج (در روز عرفه) حفظ شده‌است. در مقابل، اعراب بدوی (طبقهٔ پایین جامعه) چندان پایبند دین نبودند؛ از این مردمان به عنوان افرادی گیتی‌گرا و لذت‌گرا یادشده که نزد ایشان «عشق، شراب، قمار، شکار و موسیقی» اهمیت داشتند؛ لذا موسیقی بین این مردم نه به عنوان جزئی از مراسم آیینی حج، که به عنوان ابزاری برای عیش و عشرت جایگاه داشت. شعرا نزد همگان (چه در دربار و چه بین اعراب بدوی) جایگاه اجتماعی بالایی داشتند؛ ایشان اشعاری به صورت موزون (که با نام سَجع شناخته می‌شد) یا باری از وزن (که رَجَز نامیده می‌شد) می‌سرودند که غالباً محتوایی سرشار از هجو داشتند. بسیاری از این شعرا موسیقی نیز می‌دانستند و اشعار خود را به آواز می‌خواندند.
در دوران پیش از اسلام، زنان نقش مهمی در موسیقی داشتند. زنان خواننده یا مغنیه در مراسم مختلف آواز می‌خواندند و این سنت حتی تا زمان محمد نیز ادامه داشت و مراسم ازدواج او با خدیجه نیز با رقص و آواز زنان همراه بود. همراه سربازان قریش که به جنگ احد می‌رفتند، زنانی بودند که آوازهای جنگی می‌خواندند و نقل شده که ساز و آوازشان تا شروع جنگ نیز ادامه داشت. این زنان همچنین در نوحه‌خوانی سرآمد بودند. از سوی دیگر دختران خواننده که با نام غنیه (یا در حالت جمع، غیان) شناخته می‌شدند، در منزل هر عربی که صاحب جایگاه اجتماعی بود پیدا می‌شدند. در برخی روایات از داستان قوم عاد نیز چنین آمده که مردمان عاد ابتدا به خشکسالی شدیدی دچار شدند، و قرار شد که نمایندگانشان به مکه بروند تا از خدایگان مکه طلب باران کنند اما در آنجا از ایشان با مجالس ساز و آوازی که از جمله شامل آوازخوانی دختران بود پذیرایی شد و ایشان هدفشان از سفر را فراموش کردند و نهایتاً زمانی که از خدا طلب باران کردند، خدا از گناهان آن قوم به خشم آمد و طوفانی بر این قوم نازل کرد که تمامشان را از میان برد.
به نظر می‌رسد که حضور این دختران خواننده در فرهنگ اعراب این دوره چنان گسترده بود که نقش آن در بدو اسلام نیز مورد بحث بوده‌است. روایت شده که در جنگ بدر، سپاهیان قریش انواع آلات موسیقی با خود بردند و دختران خواننده همراهشان بودند که به سران مسلمین زبان‌درازی می‌کردند. زمانی که مشخص شد سپاه مسلمانان قصد حمله دارد، مشاوران سپاه قریش به فرمانده‌شان توصیه کردند که به جای جنگ، عقب‌نشینی کند اما او پاسخ داد که «به مکه برنمی‌گردیم مگر آن که ابتدا در بدر سه روز به جشن و شادی و شنیدن آواز دختران سپری کرده باشیم»؛ نهایتاً این تعلل باعث شد که سپاه مسلمانان حملهٔ خود را عملی کنند و شکستی سختی به اهل مکه وارد شود. با این که برخی مورخین معتقدند که این دختران، عرب نبودند بلکه ایرانی یا یونانی بودند و آوازهایشان را هم اگر چه به عربی، اما با لهجهٔ این نواحی می‌خواندند، اما شواهدی وجود دارد که دست کم برخی از این دختران خواننده عرب بوده‌اند و برخی مورخین دیگر نیز این را که اعراب به آواز خواندن «خارجی‌ها» علاقه داشته باشند دور از تصور می‌دانند.

### بدو اسلام
رابطهٔ اسلام و موسیقی رابطه‌ای پیچیده‌است و برای سده‌ها بر سر این که موسیقی در اسلام مجاز است یا حرام، بین فقها اختلاف نظر بوده‌است. این که این ابهام از کجا شروع شده روشن نیست، چرا که در متن قرآن اشاره به حرام بودن موسیقی نشده، و در دوره‌های مختلف موسیقی جزئی جدایی ناپذیر از زندگی اعراب بوده‌است. با این حال باید توجه داشت که پیش از اسلام هم در یهودیت و هم در کافرکیشی، سوابقی از منع «مستی، زنبارگی و موسیقی» وجود داشته‌است. بین مورخین در مورد این که منع موسیقی در اسلام از کجا شروع شده نیز دودستگی وجود دارد؛ گروهی آن را به خود محمد نسبت می‌دهند و گروهی دیگر آن را زائیدهٔ دوران خلافت عباسیان می‌دانند و به حسد ورزیدن این خلفا نسبت به موسیقی‌دانان منسوب می‌کنند. شاید در نگاه اول به نظر برسد که با مطالعهٔ قرآن و حدیث بتوان جواب دقیق این پرسش را یافت، اما به عقیدهٔ هنری جورج فارمر از آنجا که آیات قرآن «تفسیر» می‌شوند، تفسیرها جهت‌گیری‌های متضادی دارند و بین احادیث هم مثال‌های هم به نفع و هم به ضرر منع موسیقی وجود دارد. خود پیامبر مسلمانان نیز به داشتن صدایی خوش معروف بوده‌است که می‌تواند اشاره به آن داشته باشد که او به موسیقی و آواز آشنا بوده‌است. همچنین، اذان را پیامبر اسلام در همان سال اول یا دوم پس از هجرت بنیان نهاد، و بلال حبشی (که از خاندان عباسیان بود) به اولین مؤذن در اسلام، از همان روشی برای ادای اذان استفاده می‌کرد که خوانندگان آن زمان برای ترانه‌هایشان استفاده می‌کردند. نقش موسیقی‌دانان غیر عرب نیز از همان ابتدای اسلام بارز بود، از جمله نشیط فارسی که جزو شاخص‌ترین موسیقی‌دانان این دوره به‌شمار می‌رود.
پس از درگذشت پیامبر اسلام و در دوران خلفای راشدین، سخت‌گیری در مورد رعایت سنت پیامبر افزایش یافت و عده‌ای (از جمله ابن خلدون) اوج‌گیری منع موسیقی را به این دوره نسبت می‌دهند اگر چه برخی مورخین نظیر سید امیر علی شروع آن را پس از این دوره می‌دانند. شواهد تاریخی در این زمینه کافی نیستند، اما به نظر می‌رسد که در دوران ابوبکر، دست کم اجرای علنی موسیقی محدود شد، اگر چه نوحه‌خوانی از آنجا که مصداق غنا دانسته نمی‌شد کماکان مجاز بود. در تاریخ طبری داستان دو زن خواننده ذکر که شده در دوران ابوبکر هم دستشان قطع و هم دندان‌هایشان کشیده شد تا نه بتوانند ساز بزنند و نه آواز بخوانند؛ اما این به خاطر صرف اجرای موسیقی نبوده بلکه به عنوان مجازاتی بود برای آن که ترانه‌های در هجو مسلمانان خوانده بودند. عمر بن خطاب رویکردی کاملاً متفاوت دربارهٔ موسیقی داشت چنان‌که پسر او عاصم خود یک موسیقی‌دان بود. خلیفهٔ سوم، عثمان، برخلاف عمر بسیار به ثروت‌اندوزی و فخرفروشی معروف بود و دوران خلافت او با تحولات عمدهٔ فرهنگی در جهان اسلام همراه بود. در این دوران ثروتمندان مسلمان قصرها ساختند که در آن موسیقی نیز (علی‌رغم ممنوعیتی که به پیامبر منسوب می‌شد) رواج داشت. و سر انجام در زمان خلاف علی بن ابی‌طالب برای اولین بار هنرها مورد حمایت خلیفه قرار گرفتند؛ علی خود شاعر بود و در زمان خلافتش دستور تحقیق در علوم و هنرها، از جمله موسیقی را صادر کرد. به عقیدهٔ فارمر همین امر باعث شد که هنرها (و از جمله موسیقی) جزئی از سنت خلفای راشدین تلقی شوند و در دوره‌های بعد که با خلافت بنی‌امیه آغاز می‌شود و تا دوران معاصر ادامه پیدا می‌کند، موسیقی جزئی از فرهنگ مسلمانان باقی بماند.
گسترش سلطهٔ مسلمانان از شبه‌جزیرهٔ عربستان به میانرودان، سوریه، مصر، و ایران در این دوران، همراه شد با مواجههٔ فرهنگ اسلامی با فرهنگ‌های غنی ایرانی، بیزانس، و آفریقایی. اگر چه تا پیش از اسلام و در اوایل دوران خلفای راشدین، نقش زنان در موسیقی پررنگ بود، اما از دورهٔ عثمان درست مانند آنچه در ایران و روم شرقی رایج بود، در دنیای عرب هم «موسیقی‌دانان مرد» وفور یافتند. اولین مردانی که به‌طور حرفه‌ای به موسیقی می‌پرداختند معمولاً از مخنثون بودند (مخنث مردی است که رفتار زنانه داشته باشد). اما تدریجاً مردان عادی نیز به حرفهٔ موسیقی وارد شدند.
فارمر معتقد است که تئوری موسیقی در این دوره به حدی پیشرفته نبود که برای فواصل مختلف نام‌های مجزا استفاده شود و فاصله‌ها بر اساس انگشت‌گذاری روی ساز نام می‌گرفتند (مثلاً «سبابه» به فاصله‌ای که با انگشت اشاره ایجاد می‌شد، و «وسطا» به فاصله‌ای که با انگشت میانی ایجاد می‌گشت اشاره می‌کردند) (همچنین ببینید: ریزپرده).
پس از خلفای راشدین، حکومت در جهان عرب به بنی‌امیه رسید. در این دوران پایتخت از مدینه به دمشق منتقل شد و گسترهٔ سرزمین‌های اسلامی از شرق تا رود سند و آمودریا و از غرب تا رشته‌کوه پیرنه گسترش یافت. این عوامل باعث تحولات فرهنگی در جهان عرب شدند، و همزمان روی فرهنگ اروپاییان نیز اثر گذاشتند؛ در این زمان اروپا در گذر به دوران رونسانس بود. معاویه در دربارش به صاحبان علوم و هنر، از جمله شعرا جایگاه بالایی می‌داد، و یکی از همسرانش، میسون بنت بحدل، نیز شاعری ماهر بود. اما با این وجود، او بر منع سنتی که بر موسیقی اعمال می‌شد تداوم بخشید. یزید یکم فرزند میسون و معاویه بود، در نتیجه عجیب نیست که او نیز به شعر و موسیقی علاقه‌ای ویژه داشت. برخی مورخین از او به عنوان اولین حکمران بنی‌امیه نام می‌برند که موسیقی را به دربار بازگرداند. معاویه دوم و مروان بن حکم هر کدام فقط یک سال خلافت کردند؛ با این حال مروان در دورانی که والی مدینه بود مخنثون را تبعید کرد. عبدالملک نیز به شعر و موسیقی علاقه‌مند بود، اگر چه در ملع عام گاه به نکوهش آن می‌پرداخت.
در دوران ولید اول، گسترهٔ جهان اسلام از شرق به چین و از غرب به اقیانوس اطلس می‌رسید. این دوران، شروعی برای یک دورهٔ طلایی هنر موسیقی در جهان اسلام تلقی شده‌است؛ ولید موسیقی‌دانان برجستهٔ مکه و مدینه (از جمله ابن سُراج) را به دمشق آورد و به آن‌ها در دربار مقامی والاتر از شعرا بخشید. پس از او سلیمان به خلافت رسید که فردی عیاش بود و موسیقی برای او مترادف بود با آوازخوانی دختران در حرمسرا. زمانی که او هنوز شاهزاده بود، بین موسیقی‌دانان مکه مسابقه‌ای برگزار کرد که در زمان حج برگزار شد و به برندهٔ آن (که ابن سراج بود) جایزه‌ای ۱۰٬۰۰۰ درهمی اعطا کرد. خلیفهٔ بعدی، عمر بن عبدالعزیز، بسیار متعصب بود و شعرا و موسیقی‌دانان در دربار او جایی نداشتند، اما خلیفهٔ پس از او، یزید دوم، نقطهٔ مقابل وی بود و موسیقی باری دیگر در دربار او جایگاهی ویژه داشت. حضور موسیقی‌دانان در دربار زمان هشام بن عبدالملک و ولید دوم نیز ادامه یافت؛ خلفای بعدی، یزید سوم و ابراهیم بن ولید دورهٔ کوتاهی خلافت کردند و نهایتاً آخرین خلیفهٔ اموی مروان دوم بود که در جنگ با خلفای عباسی حکومت را واگذار کرد. پایان حکومت بنی‌امیه، پایانی بود بر استیلای موسیقی عربی بر جهان عرب؛ پس از این دوران، ردپای موسیقی عربی را باید در آندلس جستجو کرد، جای که باقی‌ماندهٔ بنی‌امیه در آن صاحب نفوذ بودند. در مابقی سرزمین‌های اسلامی، تحول قدرت به خلافت عباسیان منجر شد به نفوذ بیشتر فرهنگ‌های ایرانی و بیزانس و در نتیجه موسیقی اصیل عربی سهم کمتری در این مناطق ایفا کرد.
اما مواجهه با فرهنگ ایرانی و بیزانس مزایایی برای موسیقی عربی نیز داشت. حدس زده می‌شود که موسیقی‌دانان عرب از دیرباز از کوک فیثاغورثی آگاه بودند. همچنین برخی از سازهای موسیقی عملاً از ایران به موسیقی عربی وارد شد. واژهٔ «دستان» که اعراب برای توصیف انگشت‌گذاری روی سازهای عود و تنبور به کار می‌بردند، در اصل واژه‌ای فارسی بود که برای توصیف پرده‌های ساز به کار می‌رفت. حتی کوک عود در موسیقی قدیم اعراب «دو - ر - سل - لا» بود اما بعد از مواجهه به موسیقی ایرانی این کوک را به روشی که در ایران مرسوم بود («لا - ر - سل - دو») تغییر دادند. نام سیم‌های دوم و سوم ساز عود، عربی باقی ماند (به ترتیب «مَثنی» و «مَثلَث») اما نام سیم‌های اول و چهارم به وام‌واژه‌هایی از فارسی تغییر یافت (به ترتیب «زیر» و «بم»). برای تقسیم‌بندی موسیقی به لحاظ نظری، از اصابع (چیزی شبیه مقام یا مد در تئوری موسیقی معاصر) استفاده می‌شد و این اصابع بر اساس انگشت‌گذاری‌شان تقسیم می‌شدند به دو مجرا: یکی بِنصِر (انگشت حلقه، که استفاده از آن فاصلهٔ سوم بزرگ می‌ساخت) و دیگری وسطا (انگشت میانی، که به کار گرفتنش فاصلهٔ سوم کوچک می‌ساخت). بنا بر این اصابع نام‌هایی می‌گرفتند نظیر: مطلق فی مجرا البنصر (مطلق = سیم آزاد) یا سبابه فی مجرا الوسط. در مجموع، هشت مورد از اصابع وجود داشت.

### خلافت عباسیان
دورهٔ خلافت عباسیان، بر خلاف دوران خلافت بنی‌امیه، همراه بود با میانکنش بیشتر اعراب با فرهنگ‌های بیزانس و ایرانی. در این دوره به خصوص به علما و هنرمندان ایرانی بهای بیشتری داده شد و تأثیر فرهنگ آریایی بر هنر اعراب نیز فزونی یافت. این روند در دوران اوج عباسیان تداوم داشت.
ابوالعباس سفاح، اولین خلیفهٔ عباسی، پایتخت را از عربستان به شام منتقل کرد؛ انتقال پایتخت به دمشق تاثیرپذیری از فرهنگ بیزانس را که در همسایگی شام بود، بیشتر می‌کرد. در مقابل، دمشق فاصلهٔ زیادی از ایران (و به ویژه خراسان) داشت و این در حالی بود که مردمان خراسان تحت فرماندهی ابومسلم خراسانی در روی کار آمدن عباسیان نقش مهمی داشتند. سفاح خود با فرهنگ خراسان آشنا بود، منطقه‌ای که در آن موسیقی و اسلام در کنار هم (و نه در تقابل با هم) بودند. در نتیجه خود او هم به موسیقی نگاه مثبتی داشت و گفته می‌شد که موسیقی‌دانان زبده به دربار او می‌رفتند تا پس از اجرای هنرشان هدیه‌ای نقدی از او دریافت کنند. با این حال، اوج تحولات از زمان خلیفهٔ بعدی (منصور) آغاز شد که به برمکیان در دربار جایگاهی ویژه داد. برمکیان در تحول موسیقی در دورهٔ عباسیان تأثیری چشمگیر داشتند. برمکیان در ساخت بیت‌الحکمه در دورهٔ هارون الرشید نیز نقشی کلیدی داشتند؛ در بیت‌الحکمه و در دورهٔ خلافت مأمون بود که رساله‌های موسیقایی آریستوکسنوس، ارسطو، اقلیدس، بطلمیوس و نیکوماخوس برای نخستین بار به زبان عربی ترجمه شدند و تئوری موسیقی یونان باستان در دسترس عدهٔ بزرگتری از موسیقی‌دانان عرب قرار گرفت. علاقهٔ برخی از خلافی عباسی از جمله مأمون به خوش‌گذرانی و اجرای دختران آوازه‌خوان در مهمانی‌های دربار نیز به رشد موسیقی در این دوران کمک می‌کرد. با این حال، زمانی که ابراهیم بن مهدی که والی عراق بود شورش کرد و در عراق اعلام خلافت کرد، این مسئله که او خود یک موسیقی‌دان بود دستاویزی برای زیر سؤال بردن صلاحیت او برای خلافت مسلمین شد.
یکی از مهم‌ترین اتفاقات دورهٔ عباسیان فتح آندلس توسط مسلمانان بود. مسلمانان که تا ۷۱۰ میلادی شمال آفریقا را به تسخیر درآورده بودند، در سال‌های بعدی بخش‌هایی از اروپا را تا حاشیهٔ رشته‌کوه پیرنه به تسخیر خود درآوردند که شامل جنوب اسپانیا و منطقهٔ آندلس نیز می‌شد. اما در سال ۷۵۵ میلادی عبدالرحمن داخل در این منطقه اعلام قدرت کرد؛ او که تنها بازمانده از بنی‌امیه بود که از شمشیر عباسیان جان سالم به‌در برده بود، یک سال بعد کوردوبا را پایتخت خلافت خود اعلام کرد و از اینجا بود که خلافت اسلام بر این مناطق، تاریخی جداگانه از مناطق شرقی که در دست عباسیان بود پیدا کرد. این جدایی تاریخی، اهمیت بسزا در چارچوب درک تاریخ موسیقی اعراب و تأثیرشان بر موسیقی جنوب اسپانیا (و شکل‌گیری موسیقی فلامنکو) دارد. یکی از مهم‌ترین ابعاد این تأثیر، ناشی از حضور ابوالحسن علی بن نافع مشهور به زِریاب، موسیقی‌دان دربار عبدالرحمن دوم بود که یک مدرسهٔ موسیقی با حمایت دربار خلافت قرطبه برپا کرد. این مدرسه تا پایان عمر این خلافت (که همان پایان عمر عبدالرحمن دوم بود) تداوم داشت. از جمله ابداعاتی که به زریاب نسبت داده می‌شود، افزودن یک سیم پنجم به عود است. همچنین زریاب برای اولین بار، آموزش موسیقی را ساختارمند کرد. تا پیش از او موسیقی از راه تکرار قطعه‌هایی که استاد می‌نواخت آموزش داده می‌شد اما زریاب آموزش موسیقی را به سه بخش تقسیم کرد: ضرب‌آهنگ و متر آهنگ‌ها به همراه شعر در ابتدا آموزش داده می‌شد، سپس به ملودی پرداخته می‌شد و نهایتاً به موضوعات جانبی (زائده) پرداخته می‌شد.
دوران افول عباسیان با خلافت متوکل آغاز شد. این دوران با بازگشت خلفای اسلام به تفسیری متعصبانه‌تر از اسلام همراه است. در این دوران سازهای موسیقی شکسته شدند، و موسیقی تدریجاً نقش کمتری در دربار خلفا پیدا کرد اگر چه هرگز حذف نشد. پایتخت نیز به موصل در جنوب عراق منتقل شده‌بود. ضعف سیاسی خلفای عرب، راه را برای اثرگذاری فرهنگ‌های بیشتر همراه می‌کرد. در این دوران ترک‌ها روز به روز قدرتمندتر می‌شدند و این پدیده، با تأثیر بیشتر فرهنگ ترک‌ها بر عراق همراه بود و بر هنر اعراب در این منطقه نیز اثرگذار بود. همچنین در این دوره گام‌های ایرانی به موسیقی اعراب وارد شد و در کنار گام‌هایی که از دیرباز در موسیقی عربی رایج بود به کار گرفته شد. نمود دیگر این تأثیرات را می‌توان در مقایسهٔ آثار ابویوسف کندی (که منعکس‌کنندهٔ دوران اوج خلافت عباسی است) با آثار نظریه‌پردازان بعد از این دوره نظیر فارابی یا ابن‌سینا دید که دستهٔ دوم شباهت‌های بیشتری با تئوری‌های موسیقی یونانی و ایرانی دارند. در این دوره کماکان عود رایج‌ترین ساز موسیقی بود، و در مناطق شرقی کماکان با چهار سیم ساخته می‌شد، اگرچه در آندلس نوع پنج‌سیمی آن رایج بود. آثار شاخص این دوره، نظیر کتاب موسیقی کبیر فارابی نیز موسیقی را بر اساس ساز عود توضیح می‌دادند.
در دوران طلایی خلافت عباسی، تئوری موسیقی عربی نیز رشد قابل توجهی داشت. برخی منابع از جمله کتاب الاغانی، تقسیم‌بندی موسیقی عربی به اجناس را مربوط به این دوره می‌دانند و به اسحاق موصلی نسبت می‌دهند. همچنین از ابویوسف کندی نیز رساله‌هایی به جا مانده که نشان دهندهٔ رشد تئوری موسیقی عربی در این دوره، و اقتباس‌هایی است که از تئوری موسیقی یونان باستان در آن شده‌است. در این دوره همچنان از اصابع برای تقسیم‌بندی موسیقی استفاده می‌شده‌است ولی از ادوار نیز برای این منظور استفاده می‌شده‌است؛ در واقع هر دور (مفرد ادوار) متشکل از دو دانگ بوده که هر دانگ نیمی از یکی از اصابع به‌شمار می‌آمده‌است. تأثیر موسیقی یونان باستان نیز در این تقسیم‌بندی‌ها مشهود بوده‌است؛ همچنان که در موسیقی یونان باستان سه ژانر برای مدهای موسیقی تعریف می‌شده (که عبارت بودند از دیاتونیک، کروماتیک و انارمونیک) در تقسیم‌بندی اجناس (دانگ‌ها) در موسیقی عربی در این دوره نیز به ترتیب از واژه‌های قوی، خُنثَوی و راسِم برای توصیف این سه مفهوم استفاده می‌شده‌است. همچنین اولین استفاده از نت‌نویسی برای موسیقی عربی به ابویوسف کندی در رساله فی خُبر تألیف الالحان نسبت داده می‌شود. احتمالاً قدیمی‌ترین رساله‌ای در مورد موسیقی عربی که از لفظ «موسیقی» (به صورت «موسیقا») در نام آن استفاده شده، یکی از آثار بر جای مانده از ابویوسف کندی است.
آثار مکتوب زیادی در مورد موسیقی از دورهٔ عباسیان به جای مانده‌است. مهم‌ترین این آثار مربوط است به فارابی و ابن‌سینا، و تقریباً تمام این آثار (به جز بهجت‌الروح نوشتهٔ عبدالمومن بن صفی‌الدین گرگانی، و جامع العلوم از فخرالدین رازی که به فارسی نوشته شده‌اند) به عربی هستند. در این آثار اسامی مقام‌های موسیقی نظیر زیرافکند، نوا، اصفهان، بزرگ و غیره در متون این دوره به وفور یافت می‌شود. در آثار ابن سینا مشخصاً ذکر شده که دوازده مقام اصلی وجود دارد، و برخی از آن‌ها نام‌های فارسی داشته‌اند؛ با این حال لفظ مقام برای توصیف آن‌ها اولین بار در آثار صفی‌الدین ارموی به کار رفته‌است. همچنین یک روش نت‌نویسی در این دوره رواج پیدا می‌کند که متأثر موسیقی یونان باستان بوده، و نهایتاً در آثار دوره‌های بعد (نظیر آثار صفی‌الدین) از آن برای ثبت ملودی‌ها استفاده شده‌است. همچنین از مفاتیح‌العلوم چنین بر می‌آید که کوک فیثاغورثی در این دوران متداول بوده‌است، اما کوک دیگری به نام کوک زلزالی (نام گرفته از منصور زَلزال، نوازندهٔ عود اهل بغداد) نیز به کار می‌رفته‌است. این در حالی است که در دوره‌های بعد کوک‌های جدیدی که به اندازهٔ دو لیما و یک کما متفاوت بوده متداول می‌شود، چنان‌که این کوک جدید در آثار صفی‌الدین ارموی مطرح شده اما در آثار آخرین افراد پیش از او نظیر فخرالدین رازی یا نصیرالدین طوسی به آن اشاره‌ای نشده‌است. همچنین از آثار خلیل بن احمد فراهیدی در سدهٔ هشتم میلادی بر می‌آید که موسیقی عربی در این زمان سیستم مشخصی برای ریتم داشته‌است؛ این سیستم یک قرن بعد، توسط ابویوسف کندی به‌طور مبسوط شرح داده شده‌است.

### پس از عباسیان
با افول عباسیان، ابتدا خلافت بغداد (به عنوان قطب فرهنگی اعراب) به امرای آل بویه رسید اما نهایتاً ترکان سلجوقی در ای منطقه به قدرت رسیدند. سلجوقیان که خود ریشه در خراسان داشتند، به هنر و موسیقی جایگاهی حتی بالاتر از آنچه در دوران عباسیان تجربه‌شده بود بخشیدند. در این دوران، خلافت اعراب عملاً به شبه جزیرهٔ عربستان و جنوب خلیج فارس محدود می‌شد. با این حال، حتی در نواحی جنوبی نظیر یمن هم ایرانیان حضور چشمگیری داشتند و فرهنگشان بر این مناطق اثری مستدام داشت. با این حال، آثار فرهنگی دوران قبل در مناطقی نظیر ایران و عراق، کاملاً محسوس بود. برای مثال، از جمله آثار شاخص این دوره رساله‌هایی است که امام محمد غزالی، که در دوران حکومت ملکشاه سلجوقی می‌زیست و بیشتر عمرش را در نیشابور، بغداد و شام سپری کرده بود، در مورد احمد موسیقی در عرفان و صوفی‌گری نوشته‌است. او بخش‌های بزرگی از کتاب‌هایش نظیر احیاء علوم الدین و کتاب آداب السماع و الوجد را به موسیقی و نقش آن در زندگی معنوی اختصاص داد.
اما در زمانی که فرهنگ مناطقی که زمانی تحت کنترل خلافت مسلمانان بود، در نتیجهٔ حملهٔ مغولان و استقرار ایلخانیان در حال افول بود، در آندلس هنوز این فرهنگ در حال رشد و نمو بود و تأثیر فرهنگ موسیقایی اعراب به مناطق دیگر اروپا نیز رسیده بود. این منطقه البته بین خلفای مختلف تقسیم شده بود که در مالاگا، آلگسیراس، سویل، گرانادا، کوردوبا، والنسیا، ساراگوسا و غیره هر یک برای خویش درباری به پا کرده بودند. اما از میان ایشان بنو عباد که بر کوردوبا حکم می‌راند، قدرتمندترین سلسله بود و علاقهٔ ایشان به علوم و هنرها زمینهٔ تداوم رشد موسیقی را فراهم کرد. با این حال در دهه‌های بعد و با قدرت گرفتن مسیحیان که وارد دوران رنسانس شده بودند، منطقهٔ آندلس به صحنهٔ کشمکش بین مسیحیان همسایه از یک سو، و مسلمانان آندلس و مراکش از سوی دیگر تبدیل شد و رشد فرهنگ در این منطقه نیز محدود گشت.
از همین رو در نیمهٔ دوم سدهٔ یازدهم میلادی که همزمان با حکمرانی سلجوقیان از یک سو و سقوط سیاسی آندلس از سوی دیگر است، تقریباً هیچ تولیدی در زمینهٔ تئوری و علم موسیقی دیده نمی‌شود. آخرین نظریه‌پردازی‌ها در مورد موسیقی توسط ابن زیله از شاگردان ابن سینا انجام شده و پس از او، یک خلأ به مدت دو سده در علم موسیقی در ممالک عرب و مسلمان دیده می‌شود. اولین اثر مکتوب راجع به موسیقی که بعد از این دوره باقی مانده‌است، آثار صفی‌الدین ارموی است.

## نظریه‌پردازان
هنری جورج فارمر فهرستی از کسانی تهیه کرده که از نظر او مهم‌ترین نظریه‌پردازان موسیقی عربی در فاصلهٔ سدهٔ هشتم تا دوازدهم میلادی (دوران طلایی اسلام) بوده‌اند. این فهرست به شرح زیر است: